# Federația Internațională de Natație
Federația Internațională de Natație, cunoscută și sub numele de Fédération internationale de natation ca denumire oficială în limba franceză, dar mai bine cunoscută prin acronimul FINA, este federația internațională recunoscută de Comitetul Internațional Olimpic (CIO) pentru administrarea competițiilor internaționale în sporturile nautice. Începând din data de 12 decembrie 2022 federația se numește World Aquatics. Este una dintre federațiile internaționale care administrează un anumit sport sau disciplină atât pentru CIO, cât și pentru comunitatea internațională. Are sediul la Lausanne, Elveția.
În prezent, FINA supraveghează competiția în șase sporturi acvatice: înot, sărituri, sărituri de la mare înălțime, înot artistic, polo pe apă și înot în apă deschisă. FINA supraveghează, de asemenea, competiția „Masters” (pentru adulți).

## Membri
La reuniunea Biroului FINA din iunie 2017, Bhutan a devenit a 208-a federație națională a FINA  iar la 30 noiembrie 2017, Anguilla a devenit a 209-a federație națională a FINA. Membrii sunt grupați pe continente și există 5 asociații continentale din care pot alege să fie membri:
- Africa (52): Confederația Africană de Natație (CANA)
- America (45): Uniunea de Înot din America (ASUA)
- Asia (45): Federația Asiatică de Natație (AASF)
- Europa (52): Liga Europeană de Natație (LEN)
- Oceania (15): Asociația de Înot din Oceania

Notă: Numărul de după fiecare nume continental este numărul de membri FINA care se încadrează în zona geografică dată. Nu este neapărat numărul de membri în asociația continentală.

## Organizare
Membrii FINA se întâlnesc la fiecare patru ani, de obicei întâlnirile coincid cu Campionatele Mondiale. Există două tipuri de congres normal sau „obișnuit”: general și tehnic. Cea mai înaltă autoritate a FINA este Congresul General. Orice probleme tehnice referitoare la cele cinci discipline acvatice ale FINA sunt decise de Congresul Tehnic. Fiecare Congres are doi membri cu drept de vot din fiecare federație membră, plus următorii membri fără drept de vot: cei 22 de membri ai Biroului, Președintele de Onoare pe viață și toți membrii de onoare. Congresul Tehnic are următorii membri suplimentari fără drept de vot: toți membrii din Comitetele tehnice respective. Congresele „extraordinare” sunt, de asemenea, convocate din când în când, pentru a trata o anumită temă sau domeniu de preocupare. Toate ședințele Congresului sunt conduse de președintele FINA.
Între ședințele Congresului, un consiliu reprezentativ mai mic de 22 de membri, numit Biroul FINA, se întrunește pentru a acționa în timp util asupra aspectelor care nu pot aștepta până când întregul organism se poate întruni. Biroul este cel care alege directorii FINA.

## Competiții
FINA organizează câte un campionat care implică fiecare dintre cele cinci discipline pe care le supraveghează („Campioanele Mondiale”), precum și campionate și circuite în fiecare dintre discipline.
- Campionatele Mondiale de Natație: sunt evenimentul principal organizat de Federație, au loc o dată la doi ani și includ toate disciplinele.
- Campionatele Mondiale de înot masters (toate disciplinele)

- Înot:
- Campionatele Mondiale de Natație bazin scurt
- Campionatele Mondiale de Natație pentru Juniori
- Cupa Mondială de înot

- Polo pe apă:
- Cupa Mondială
- Liga Mondială
- Campionatul Mondial de polo pe apă pentru juniori
- Trofeul mondial de dezvoltare a polo pe apă

- Sărituri:
- Cupa Mondială de sărituri
- Diving World Series
- Marele Premiu de sărituri

- Înot artistic:
- Trofeul mondial de înot artistic

- Înot în apă deschisă:
- Marathon Swim World Series